# Імантс Боднієкс
Імантс Боднієкс (20 травня 1941) — радянський велогонщик.
Срібний призер Олімпійських Ігор 1964 року на тандемах, учасник 1960, 1968 років.